# Cybalomia seghiralis
Cybalomia seghiralis là một loài bướm đêm trong họ Crambidae.